# يودارجيريت
أيودرايت أو أيودارجرايت هو معدن طبيعي في صيغة يوديد الفضة.
صلابته تتراوح بين 1.5 إلى 2.